# Frederic, Margraf de Brandenburg-Bayreuth
Frederic, Margraf de Brandenburg-Bayreuth (10 mai 1711 – 26 februarie 1763), a fost membru al Casei de Hohenzollern și Margraf de Brandenburg-Bayreuth.

## Biografie
A fost fiul cel mare al Margrafului Georg Friedrich Karl de Brandenburg-Bayreuth și a soției acestuia,  Dorothea von Holstein-Beck.
Născut ca membru minor al Casei de Brandenburg-Bayreuth, soarta lui Frederic s-a schimbat în 1726, când tatăl său a moștenit principatul de Bayreuth după o lungă dispută cu Prusia asupra drepturilor de succesiune. Frederic, în vârstă de 16 ani, a devenit margraf ereditar de Bayreuth. În 1735, la moartea tatălui său, Frederic devine noul Margraf de Brandenburg-Bayreuth. Are 24 de ani.

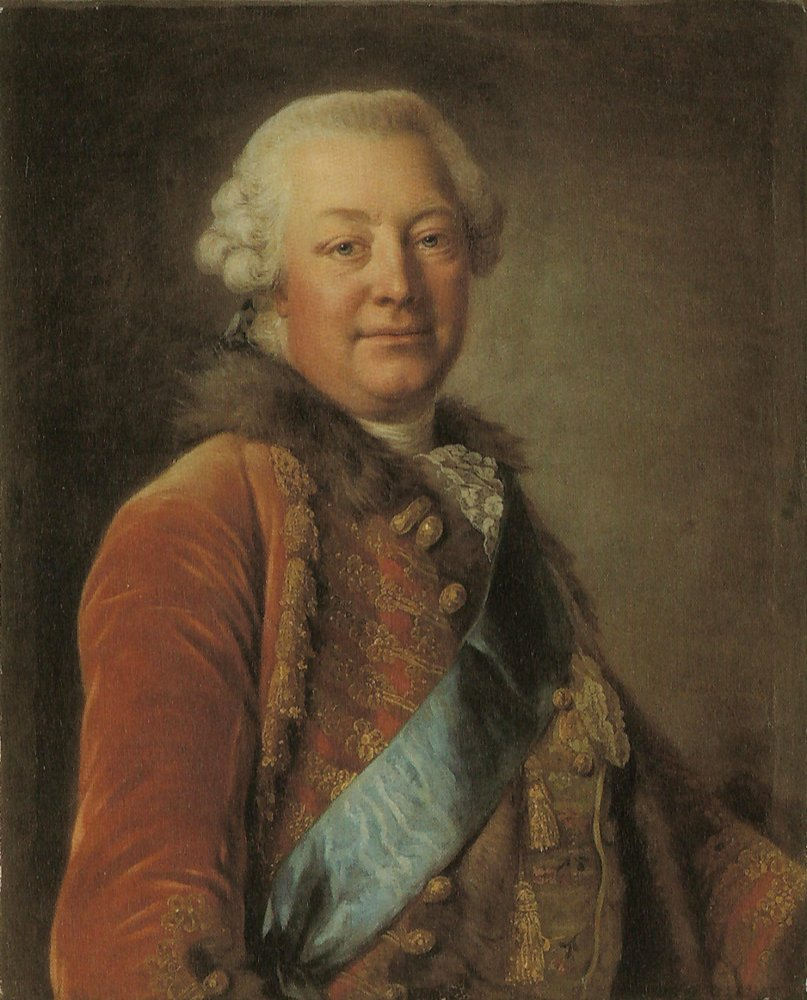
Frederic, Margraf de Brandenburg-Bayreuth

Frederic are reputația de a fi un monarh luminat. La Bayreuth, Frederick este denumit "cel Iubit". În reședința sa de la Bayreuth, el a promovat științele și artele și a construit numeroase clădiri. Frederic a primit o educație bună și a studiat opt ani la Universitatea genoveză calvinistă. El a fost total nepregătit pentru sarcinile sale ca suveran, pentru că tatăl și miniștrii săi l-au exclus complet din toate afacerile guvernamentale.
Soția sa, Wilhelmine, cu personalitatea ei puternică, a încercat să-l influențeze pe slabul și instabilul Frederic în favoarea Prusiei, patria ei, dar  nu a putut să depășească influența miniștrilor săi. În cele din urmă soția lui a reușit să câștige influență și secretar tânăr, Philipp Elrodt, a fost desemnat să se ocupe de aspectele financiare. Poziția lui în curând a devenit mai curând echivalentă cu "prim-ministru." În acest rol, Philipp a atacat corupția guvernului și clientelismul, nereguli descoperite în finanțele principatului, și a identificat noi surse de venit. Ca rezultat al acestei reforme fiscale, Frederic a fost în măsură să mărească venitul Wilhelminei, iar ea a cumpărat o reședință de vară numită Eremitage.
Margraful și-a arătat aprecierea pentru arte și științe prin stabilirea Universității regionale de la Bayreuth în 1742, care a fost mutată cu un an mai târziu, în 1743, la Erlangen. În plus, el a creat Academia de Arte Bayreuth în 1756 și din 1744 până în 1748 a permis stabilirea Operei și a unui teatru la Bayreuth. Numeroase alte proiecte de construcție au fost finalizate, inclusiv transformarea și extinderea Muzeului Eremitage existent în Castelul Noului Muzeu Eremitage cu Templul Soarelui (1749-1753) și construirea noului castel margrafial (1754), după ce vechiul castel a ars. Noul castel a fost terminat după moartea primei sale soții; în onoarea ei, castelul a fost redenumit după ea.

### Căsătorii și copii
La 20 noiembrie 1731, la Berlin, Frederic s-a căsătorit cu Wilhelmine a Prusiei. El fusese logodit cu sora mai mică a Wilhelminei, Sophie, însă regele  Frederic Wilhelm I a decis în ultimul moment ca fiica lui cea mare să se căsătorească cu el. Mirele nu a fost consultat.
De la început mariajul a mers bine. Tinerii s-au plăcut unul pe altul și Wilhelmine a ignorat lipsurile lui. Cu toate că Wilhelmine nu era frumoasă, ea avea o personalitate veselă și plăcută. Ea l-a descris pe Frederic bun la suflet și caritabil, dar, de asemenea, un pic mai frivol. Căsătoria a produs doar un singur copil, o fiică:
1. Elisabeth Friederike Sophie (n. 30 august 1732, Bayreuth - d. 6 aprilie 1780, Bayreuth). Descrisă de Giacomo Casanova ca cea mai frumoasă fată din Germania, ea s-a căsătorit la 26 septembrie 1748 cu Karl Eugen, Duce de Württemberg. A născut o fiică care nu a trăit mult, Prințesa Fredericka Wilhelmine Augusta Luisa Charlotte de Württemberg, apoi cuplul s-a separat în 1756, însă nu a divorțat niciodată.

La 20 septembrie 1759, la Brunswick, Frederic s-a recăsătorit cu Ducesa Sophie Caroline Marie de Brunswick-Wolfenbüttel. Mariajul lor a rămas fără copii. Fără moștenitori pe linie masculină, el a fost succedat de unchiul său, Frederic Christian.